# نيل روبنز
نيل روبنز (بالإنجليزية: Neil Robbins) هو منافس ألعاب قوى أسترالي، ولد في 8 سبتمبر 1929.

## وصلات خارجية
- نيل روبنز على موقع النتائج التاريخية لألعاب القوى الأسترالية (الإنجليزية)
- نيل روبنز على موقع أوليمبيديا (الإنجليزية)
- نيل روبنز على موقع اللجنة الأولمبية الأسترالية (الإنجليزية)